# عقلية الجزيرة
تشير عقلية الجزيرة إلى فكرة المجتمعات المعزولة التي ترى نفسها استثنائية أو متفوقة على بقية العالم. لا يشير هذا المصطلح بشكلٍ مباشر إلى مجتمع محصور جغرافيًا، ولكن إلى التفوق الثقافي أو المعنوي أو العقائدي لمجتمع يفتقر إلى التماس الاجتماعي. يمكن أن توصف عقلية الجزيرة بالتعصب والجهل أو العداوة الصريحة تجاه أي شيء من صنع الأنسان (مفهوم، أيديولوجية، اختيار نمط الحياة، شكل فني) ينشأ من خارج المنطقة الجغرافية التي يسكنها هذا المجتمع. يُستخدم مصطلح عقلية الجزيرة أيضًا في بعض الأبحاث النفسية لوصف الأفراد الذين لا يحبون التعامل مع الآخرين أو يملكون مشاكل فيما يخص التعلق بهم ويعيشون في عزلة أو في جزر.